# Романенко, Павел Иванович
Павел Иванович Романенко (1888—?) — церковный сторож, эсер, член Всероссийского учредительного собрания.

## Биография
Родился в крестьянской семье. Служил церковным сторожем и письмоводителем. Находился под полицейским надзором с 1907 года. Член партии эсеров. Проживал в селе Щигры.
В конце 1917 года был избран во Всероссийское учредительное собрание (УС) в Курском избирательном округе по списку № 1 (эсеры). Участвовал в заседании Учредительного собрания 5 января 1918 года. Член бюро фракции эсеров в Учредительном собрании.
Дальнейшая судьба и дата смерти неизвестны.

### Альтернативная биография
В комментариях к книге Портреты русской революции. Рисунки Юрия Арцыбушева. Из коллекции Государственного архива Российской федерации. (М.: ООО «Кучково поле» 2017. 323 с. ISBN 978-5-9950-0827-9.) на странице 314 приведена краткая, но иная биография: «Романенко Павел Иванович (1890—1938) — политический деятель. Депутат Учредительного собрания от ПСР по Курскому округу. Репрессирован». Очевидно, что имеется в виду П. И. Романенко, 1890 г. р., украинец, уроженец Харьковской области, работавший начальником механического цеха БМК в Барнауле, арестованный 19 декабря 1937 года и расстрелянный 31 января 1938 года. Реабилитирован 16 августа 1957 года. Оснований для смешения двух полных тезок нет.